# George Andrew Karolyi
George Andrew Karolyi (* 1962) ist ein kanadisch-US-amerikanischer Wirtschaftswissenschaftler und Hochschullehrer. Seine Hauptarbeitsgebiete liegen im Bereich der Finanzwissenschaft.

## Werdegang, Forschung und Lehre
Karolyi studierte bis 1983 Wirtschaftswissenschaft an der McGill University, an der er als Bachelor of Arts graduierte. Anschließend arbeitete er zwei Jahre als Ökonom für die Bank von Kanada, während er parallel bis 1985 an der Universität Ottawa erfolgreich sein Masterstudium absolvierte. Nach seinem Wechsel an die University of Chicago schloss er dort 1987 sein MBA- und 1989 sein Ph.D.-Studium ab.
Bereits ab 1988 gehörte Karolyi der wirtschaftswissenschaftlichen Fakultät der University of Alberta als Assistant Professor an. 1989 zog er an die Ohio State University weiter, wo er 1995 zum Associate Professor aufstieg und 2001 zum ordentlichen Professor berufen wurde. 2009 folgte er einem Ruf der Cornell University.
Karolyi forscht und lehrt insbesondere zu Aspekten der Finanzwissenschaft, dabei fokussiert er sich publizistisch vor allem auf Fragestellungen zur Vermögensverwaltung, zu Corporate Finance und Schwellenmärkten.
Seit 1989 ist Karolyi Mitglied der American Finance Association, in deren Vorstand er 2021 gewählt wurde, sowie der Western Finance Association, deren Präsident er 2019 bis 2020 war. Seit 1990 ist er Mitglied der Financial Management Association, hier saß er zwischen 2013 und 2019 im Kuratorium. Zudem gehört er bei verschiedenen Publikationen zur Redaktion, darunter finden sich renommierte Periodika wie Review of Financial Studies, wo er zwischen 2014 und 2018 die Chefredaktion leitete, The Journal of Finance, Journal of Banking and Finance und das Journal of Financial Economics.
Für seine Arbeiten wurde Karolyi mehrfach honoriert und ausgezeichnet. Unter anderem erhielt er – jeweils gemeinsam mit Craig Doidge und René Stulz – 2004 den Fama-DFA-Preis und 2017 den Jensen-Preis.